# Coluna de revestimento
Na tecnologia de perfuração de poços, coluna de revestimento (em inglês casing string) é uma longa seção de tubos de campo petrolífero conectados que são descidos em um poço e cimentados com a função básica de sustentar as formações perfuradas pela broca. Os segmentos de tubo (chamados "juntas", joints) são tipicamente de comprimento de cerca de 12 metros (40 pés), roscas macho em cada extremidade e conectados com tubos de comprimento curto de dupla rosca feminina chamados "acoplamentos" (couplings), conectores ou luvas especiais. Alguns revestimentos são fabricados especialmente numa só peça com uma rosca fêmea maquinada diretamente em uma extremidade.